# Galvanòmetre
Els galvanòmetres són aparells que s'empren per detectar el pas del corrent elèctric per un circuit i per a la mesura precisa de la seva intensitat elèctrica. Solen estar basats en els efectes magnètics o tèrmics causats pel pas del corrent. En el cas dels magnètics poden ser d'imant mòbil o de quadre mòbil. En un galvanòmetre d'imant mòbil l'agulla indicadora està associada a un imant que està situat en l'interior d'una bobina per la qual circula el corrent que tractem d'amidar i que crea un camp magnètic que, depenent del sentit d'aquesta, produeix una atracció o repulsió de l'imant proporcional a la intensitat d'aquest corrent. En el cas dels galvanòmetres tèrmics, el que es posa de manifest és l'allargament produït, en escalfar-se per l'Efecte Joule al pas del corrent, un fil molt fi associat a un cilindre solidari amb l'agulla indicadora. Lògicament el major o menor allargament és proporcional a la intensitat del corrent.

## Descripció

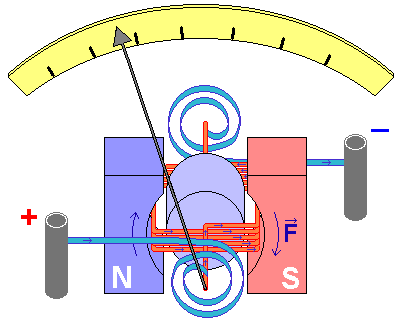
Esquema:Galvanòmetre de D'Arsonval.

És capaç de detectar la presència de petits corrents en un circuit tancat, i pot ser adaptat, mitjançant la seva calibració, per mesurar la seva magnitud. El seu principi d'operació (bobina mòbil i imant fix) es coneix com a mecanisme de D'Arsonval, en honor del científic que el va desenvolupar. Aquest consisteix en una bobina normalment rectangular, per la qual circula el corrent que es vol mesurar. Aquesta bobina està suspesa dins el camp magnètic associat a un imant permanent, segons el seu eix vertical, de manera que l'angle de gir d'aquesta bobina és proporcional al corrent que la travessa. La immensa majoria dels instruments indicadors d'agulla empleats en instruments analògics es basen en el principi d'operació explicat, utilitzant-se una bobina suspesa dins el camp associat a un imant permanent. Els mètodes de suspensió empleats varien, la qual cosa determina la sensibilitat de l'instrument. Així, quan la suspensió s'aconsegueix mitjançant una cinta metàl·lica tensa, es pot obtenir deflexió a plena escala amb només 2 μA, però l'instrument resulta extremadament fràgil, mentre que el sistema de "rubís i pivots", semblant a l'emprat en rellotgeria, permet obtenir un instrument més robust però menys sensible que l'anterior, en què típicament s'obté deflexió a plena escala, amb 50 μA.

## Història

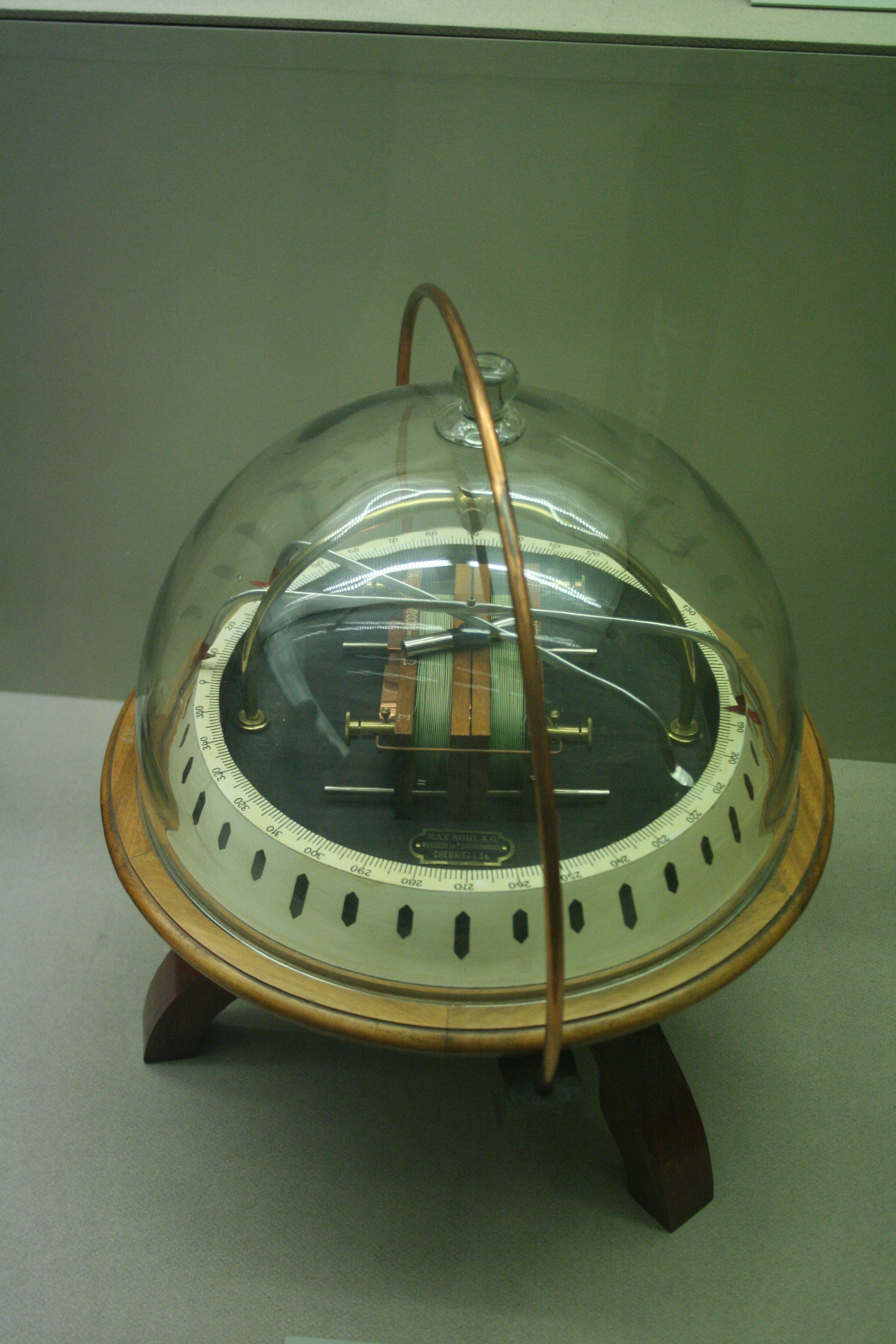
Galvanòmetre de començament del.

La desviació de les agulles d'una brúixola magnètica mitjançant el corrent en un fil conductor va ser descrita per primera vegada per Hans Oersted el 1820. Els primers galvanòmetres van ser descrits per Johann Schweigger a la Universitat de Halle el 16 de setembre d'aquest any. El físic francès André-Marie Ampère també va contribuir al seu desenvolupament. Els primers dissenys van augmentar l'efecte del camp magnètic a causa del corrent mitjançant l'ús de múltiples voltes de fil conductor; aquests instruments van ser denominats "multiplicadors" a causa d'aquesta característica de disseny comú. El terme "galvanòmetre", d'ús comú des de 1836, es deriva del cognom de l'investigador italià Luigi Galvani, que va descobrir que el corrent elèctric podia fer moure la pota d'una granota.
Originalment, els galvanòmetres es van basar en el camp magnètic terrestre per proporcionar la força per restablir l'agulla de la brúixola; aquests es van denominar galvanòmetres "tangents" i havien de ser orientats, segons el camp magnètic terrestre, abans del seu ús. Més tard, els instruments del tipus "estàtic" van usar imants en oposició, el que els va fer independents del camp magnètic de la Terra i podien funcionar en qualsevol orientació. La forma més sensible, el galvanòmetre de Thompson o de mirall, va ser inventat per William Thomson (Lord Kelvin). En lloc de tenir una agulla, utilitzava diminuts imants units a un petit mirall lleuger, suspès per un fil. Es basava en la desviació d'un feix de llum molt magnificat a causa de corrents petites. Alternativament, la deflexió dels imants suspesos es podia observar directament a través d'un microscopi.
La capacitat de mesurar quantitativament el voltatge i el corrent en els galvanòmetres va permetre al físic Georg Ohm formular la Llei d'Ohm, que estableix que el voltatge a través d'un conductor és directament proporcional al corrent que passa a través d'ell.
El primer galvanòmetre d'imant mòbil tenia el desavantatge de ser afectat per qualsevol imant o objecte de ferro col·locat en la seva proximitat, i la desviació de la seva agulla no era proporcionalment lineal al corrent. El 1882, Jacques-Arsène d'Arsonval va desenvolupar un dispositiu amb un imant estàtic permanent i una bobina de fil conductor en moviment, suspesa per ressorts en espiral. El camp magnètic concentrat i la delicada suspensió feien d'aquest un instrument sensible que podia ser muntat en qualsevol posició. El 1888, Edward Weston va desenvolupar una forma comercial d'aquest instrument, que es va convertir en un component estàndard en els equips elèctrics.

## Components del galvanòmetre
Tots els tipus de galvanòmetres contenen bàsicament tots aquests elements:
1. Imant permanent o imant temporal
2. Bobina mòbil
3. Agulla indicadora
4. Escala en unitats segons tipus de lectura
5. Pivots de suport
6. Coixinets
7. Molles
8. Perns de retenció
9. Cargol d'ajust zero
10. Mecanisme d'amortiment

## Tipus de galvanòmetres

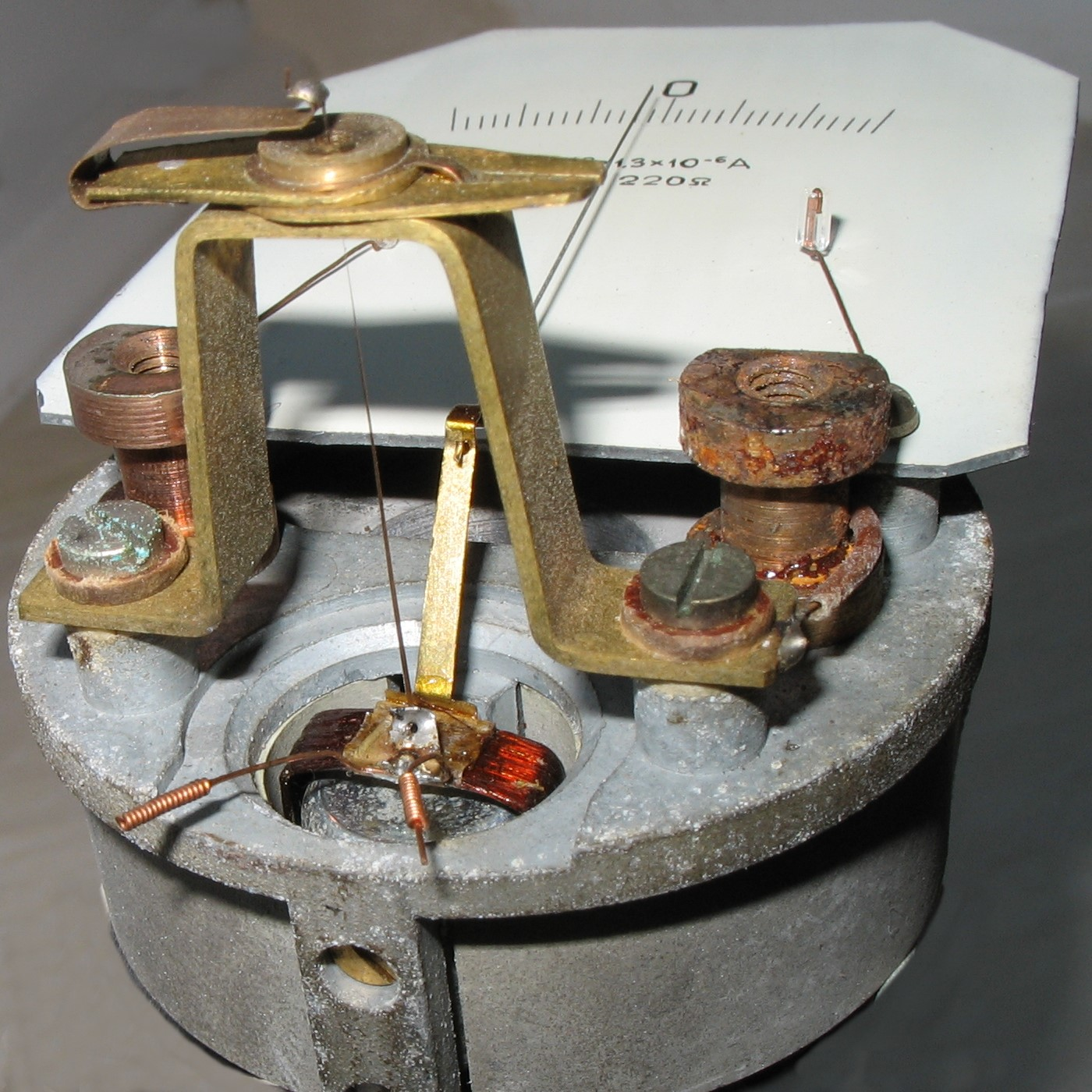
Galvanòmetre

Segons el mecanisme intern, els galvanòmetres poden ser d'imant mòbil o de quadre mòbil.

### Galvanòmetre d'imant mòbil
En un galvanòmetre d'imant mòbil l'agulla indicadora està associada a un imant que està situat a l'interior d'una bobina per la qual circula el corrent que es tracta de mesurar i que crea un camp magnètic que, depenent del sentit de la mateixa, produeix una atracció o repulsió de l'imant proporcional a la intensitat d'aquest corrent.

### Galvanòmetre de bobina mòbil
En el galvanòmetre de quadre mòbil l'efecte és similar, diferint únicament que en aquest cas l'agulla indicadora està associada a una petita bobina, per la qual circula el corrent a amidar i que es troba en el si del camp magnètic produït per un imant fix. En el diagrama principal està representat un galvanòmetre de quadre mòbil, en el qual en violeta s'aprecia la bobina o quadre mòbil i en blau clar el ressort que fa que l'agulla indicadora torni a la posició de repòs una vegada que cessa el pas de corrent.
La sensibilitat d'aquest galvanòmetre s'augmenta incrementant el nombre d'espires de la bobina o reduint la rigidesa de les molles. A part d'augmentar el nombre d'espires, els altres elements abans esmentats són difícils de modificar, de manera que hi ha la solució mecànica d'allargar l'agulla de manera que la resolució s'incrementa notablement.

### Galvanòmetre balístic

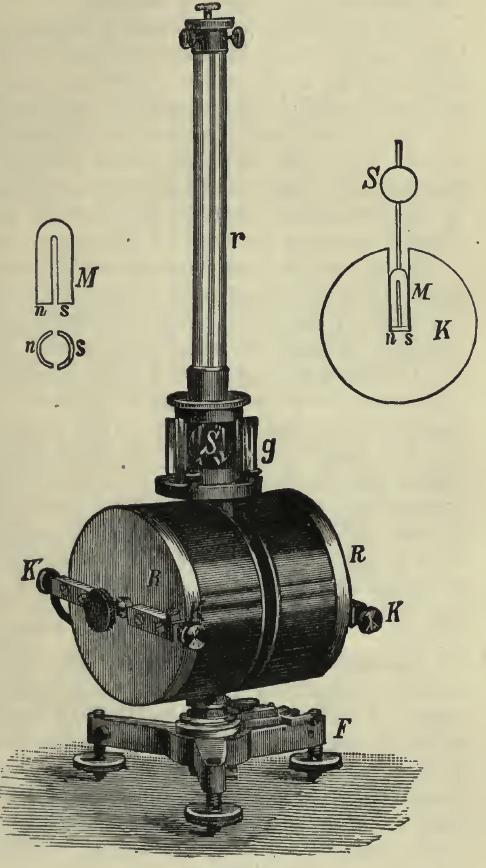
Galvanòmetre balístic

El galvanòmetre balístic té una estructura similar al galvanòmetre de bobina mòbil, però s'augmenta el moment d'inèrcia de la part mòbil. D'aquesta manera, un galvanòmetre balístic pot mesurar fàcilment petites quantitats d'electricitat que passen per la bobina en molt poc temps, com passa, per exemple, quan es carrega o descarrega un condensador. Permet observar la desviació màxima, ja que el sistema tornarà a equilibrar-se. L'augment de la inèrcia del sistema serveix per retardar l'instrument, però mantenint-lo en el màxim obtingut durant suficient temps per poder llegir-ne el valor. La desviació màxima resultant es denomina desviació balística.